# Taxman
Taxman (englisch für: Steuereintreiber) ist ein Lied der britischen Band The Beatles, das 1966 auf ihrem siebten Studioalbum Revolver veröffentlicht wurde. Komponiert wurde es von George Harrison.

## Hintergrund
George Harrison schrieb den Song als ironische Reaktion auf die von ihm als zu hoch empfundenen Grenzsteuersätze von bis zu 95 Prozent für Gutverdiener (die Beatles verdienten mittlerweile alle über eine Million Pfund im Jahr).
Harrison wurde beim Songwriting von John Lennon unterstützt. Es war Lennons Vorschlag, die Namen vom damaligen Premierminister Harold Wilson und Oppositionsführer Edward Heath zu verwenden, die ersten lebenden Menschen, die direkt in einem Beatles-Song genannt wurden.
John Lennon sagte 1980 dazu: „Ich erinnere mich an den Tag, an dem er anrief, um mich um Hilfe bei Taxman zu bitten, einem seiner ersten Songs. Ich warf ein paar Einzeiler ein, um dem Song zu helfen, denn darum bat er. Er kam zu mir, weil er nicht zu Paul gehen konnte, weil Paul ihm zu dieser Zeit nicht geholfen hätte. Ich wollte es auch nicht tun. Ich dachte: ‚Oh nein, sag mir nicht, dass ich an Georges Sachen arbeiten muss. Es ist genug, mein eigenes Zeug und das von Paul zu machen.‘ Aber weil ich ihn liebte und ihn nicht verletzen wollte, als er an diesem Nachmittag anrief und sagte: ‚Wirst du mir bei diesem Song helfen?‘, biss ich mir einfach auf die Zunge und sagte OK. Es waren so lange nur ‚John und Paul‘ gewesen, dass er außen vorgelassen worden war, weil er bis dahin kein Songwriter gewesen war.“
Das Lied erschien als Eröffnungstrack auf dem 1966 erschienenen Beatles-Album Revolver, dieses war somit das erste Album der Beatles, bei dem das erste Lied nicht von Lennon/McCartney stammte.
Taxman wurde von den Beatles nie live gespielt. George Harrison spielte den Song zum ersten Mal live auf seiner Japan-Tour 1991 mit Eric Clapton. Taxman hatte nun einen aktualisierten Text und wurde auf dem Livealbum Live in Japan im Juli 1992 veröffentlicht.

## Aufnahme
Taxman wurde am 20. und 21. April 1966 in den Abbey Road Studios (Studio 2 und 3) in London mit dem Produzenten George Martin aufgenommen. Geoff Emerick war der Toningenieur der Aufnahmen. In einer zwölfstündigen Aufnahmesession zwischen 14:30 und 2:30 Uhr wurden die Lieder And Your Bird Can Sing und Taxman eingespielt. Die Beatles waren aber mit dem Ergebnis beider Lieder nicht zufrieden. Am 21. April wurde eine vollständige erste Version eingespielt, bei der aber nicht die Namen “Mister Wilson, Mister Heath” gesungen werden, sondern im Hintergrund sangen Lennon und McCartney “Anybody gotta bit of money?”, ferner fehlte noch das Gitarrensolo in der Mitte und am Ende des Liedes. Dieses wurde dann ungewöhnlicherweise nicht von Harrison, sondern vom Bassisten Paul McCartney eingespielt. Am 22. April wurde nun “Mister Wilson, Mister Heath” im Hintergrund gesungen und Ringo Starr spielte noch zusätzlich eine Kuhglocke ein. Am 16. Mai fügte Paul McCartney noch seine Einleitung “One, two, three, four” hinzu.
Die Monoabmischung und die Stereoabmischung erfolgten am 21. Juni 1966.
Bei der Monoversion von Taxman setzt die Kuhglocke im Vergleich zur Stereoversion früher ein.
Besetzung (Laut Revolver-Super Deluxe Box):
- John Lennon: Hintergrundgesang
- Paul McCartney: Bass, Leadgitarre, Hintergrundgesang
- George Harrison: Leadgitarre, Rhythmusgitarre, Gesang
- Ringo Starr: Schlagzeug, Tamburin, Kuhglocke

## Veröffentlichungen
- Am 28. Juli 1966 erschien in Deutschland das elfte Beatles-Album Revolver, auf dem Taxman enthalten ist. In Großbritannien wurde das Album erst am 5. August 1966 veröffentlicht, dort war es das siebte Beatles-Album.
- In den USA wurde Taxman auf dem dortigen 13. Album Revolver (US-Version) am 5. August 1966 veröffentlicht.
- Am 7. Juni 1976 erschien Taxman auf dem Kompilationsalbum Rock ’n’ Roll Music.
- Aufnahme-Take 11 von Taxman mit teilweise anderen Textpassagen (statt Hintergrundgesang “Mister Wilson, Mister Heath” wurde “Anybody gotta bit of money?” gesungen) und ohne Gitarrensoli am Ende vom 21. April 1966 wurde auf dem Kompilationsalbum Anthology 2 am 13. März 1996 veröffentlicht.
- Am 28. Oktober 2022 erschien die Jubiläumsausgabe des von Giles Martin und Sam Okell neuabgemischten Albums Revolver (Super Deluxe Box), auf dieser befinden sich, neben der Monoversion, eine längere Version von Take 11. Für Taxman wurde 2022 ein Musikvideos hergestellt.[4]
- Am 10. November 2023 wurde das Kompilationsalbum 1962–1966 erneut wiederveröffentlicht. Auf diesem befindet sich erstmals Taxman, hier in der von Giles Martin und Sam Okell 2022 neu abgemischten Version.

## Coverversionen
Insgesamt wurden bisher über 75 Coverversionen von Taxman aufgenommen.